# Кьоругі

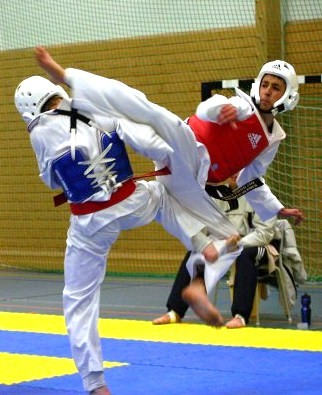
Тренувальний двобій за правилами розділу Кьоругі Всесвітньої федерації тхеквондо

Кьоругі (Kyorugi) або керугі — назва двобою у корейських бойових мистецтвах, термін, що позначає всі різновиди бою на татамі (тренувальний, змагальний, атестаційний). Змагання з кьоругі входять до програми Олімпійських ігор, Дефлімпійських та Паралімпійських ігор.

## Види кьоругі

### Умовний спаринг
Умовний спаринг допомагає спортсмену навчитись контролювати дистанцію, відчувати мету ударів, розраховувати час та точність. Є три види умовного спарингу: "Sebon-Kyorugi" (трьох-кроковий спаринг), "Tubon-Kyorugi" (двокроковий спаринг) і "Hanbon-Kyorugi" (однокроковий спаринг). Умовний спаринг використовує базову техніку тхеквондо та рухи з пхумсе. Змагання з умовного спарингу не проводяться, однак його потрібно демонструвати на іспитах для отримання кольорових пасків. 

### Вільний спаринг
Вільний спаринг проводиться в екіпіровці. Найважливіші фактори у вільному спарингу — швидкість, сила, пошук умов для ефективної атаки, розсудливість, мужність, стратегія, психологічні основи та технічні прийоми. 

## Основні правила

### Олімпійське тхеквондо
За удар в корпус ногою дають 2 бали, з розвороту — 4 бали; в голову — 3 бали, в голову з розвороту — 5 балів. Удар рукою в корпус оцінюється у 1 бал. За умови рівного рахунку після 3-го раунду проводиться 4-й раунд допоки один зі спортсменів не набере два бали. Якщо після 4-го раунду рахунок залишається рівним, переможця визначає електронна система або судді (за рядом критеріїв).

### Дефтхеквондо
Замість звукових сигналів використовуються візуальні (жести), рефері може торкатись спортсменів. В іншому правила не відрізняються від олімпійського тхеквондо.
За удар в корпус дають 2 бали, в голову — 3 бали, за удар з розвороту додають 2 бали. 

### Паратхеквондо
Заборонені удари ногами в голову та відрізняється система оцінки ударів. За удар в корпус дають 1 бал, за удар з розвороту додають 2 бали. 

## Захист спортсмена
Щоб гарантувати безпеку учасників, для спортсменів було розроблене екіпірування, яке оберігає голову, середню частину тіла, передпліччя, гомілку та пах. Для справедливого суддівства застосовуються електронні жилети, які дозволяють проводити автоматизований підрахунок балів та визначати переможця. Використовуються електронні системи розробки Daedo та KPNP (Adidas). 